# Sinningia bulbosa
Sinningia bulbosa là một loài thực vật có hoa trong họ Tai voi. Loài này được (Ker Gawl.) Wiehler miêu tả khoa học đầu tiên năm 1978.